# Holly Johnson
Holly Johnson (født William Johnson, den 9. februar 1960) er en sanger fra Liverpool i Storbritannien bedst kendt som sangskriver og forsanger i gruppen Frankie Goes to Hollywood, som var toneangivende i midten af 1980'erne. Før denne tid var han i 1970'erne bassist i punkgruppen Big in Japan. Det var Johnson, der fandt på navnet "Frankie goes to Hollywood" efter at have læst en artikel om Frank Sinatra med netop denne overskrift.
Siden midten af 1990'erne har han især udtrykt sig som billedkunstner.

## Diskografi
- Blast (1989).
- Hollelujah (1989).